# Maciej Gorczyński
Maciej Gorczyński (ur. 1957 w Sopocie) – polski malarz, pedagog Akademii Sztuk Pięknych w Gdańsku.

## Życiorys
W latach 1973–1978 uczęszczał do Państwowego Liceum Sztuk Plastycznych w Gdyni-Orłowie. Studiował w latach 1978–1983 w Państwowej Wyższej Szkole Sztuk Plastycznych w Gdańsku (od 1996 Akademia Sztuk Pięknych w Gdańsku). Dyplom obronił w 1983 w pracowni prof. Kiejstuta Bereźnickiego. Adiunkt II stopnia, związany z Pracownią Malarstwa prof. Mieczysława Olszewskiego na Wydziale Malarstwa i Grafiki. Habilitował się w 2011.
Prowadzi Pracownię Kształcenia Podstawowego.
Mieszka w Gdyni.
Ważniejsze wystawy indywidualne:
- 1987 Galeria, „Pod Wodnikiem”, Gdańsk
- 1989 Galeria „Moberge”, Francja
- 1990 Galeria EL, Elbląg
- 1991 Galeria „Atom”, Gdańsk
- 1992 Galeria „Miejska”, Kartuzy
- 1994 Galeria „Aue”, Berlin
- 1998 Centrum Sztuki Współczesnej, Zamek Ujazdowski, Warszawa
- 1999 Fundacja „Sfinks”, Sopot
- 2000 „Billboard” Państwowa Galeria Sztuki, Sopot
- 2000 „Uranowi chłopcy z Rumunii” performance z Jackiem Staniszewskim, Fundacja „Sfinks”, Sopot
- 2001 „Barbarzyńca” Państwowa Galeria Sztuki, Sopot
- 2001 wystawa indywidualna, Galeria 78, Gdynia

Wybrane wystawy zbiorowe :
- 1985 Wystawa Sztuki Gdańskiej Londyn
- 1988 „Arsenał '88” Hala Gwardii, Warszawa
- 1988 „Krytycy o nas” BWA, Sopot
- 1992 „Gdańskie Dni Niezależnych” Fundacja Sfinks, Sopot
- 1993 Wystawa Sztuki Gdańskiej, Galeria Miejska, Waldkraiburg, Niemcy
- 2001 „Dni Sopotu w Berlinie” Centrum Kultury Polskiej, Berlin
- 2002 „Krytycy”, Galeria 78, Gdynia

## Nagrody
- Nagroda Artystyczna Prezydenta Gdyni w dziedzinie sztuk plastycznych (za rok 2001)[2]
- Nagroda Prezydenta Miasta Gdańska w Dziedzinie Kultury z okazji jubileuszu 30-lecia pracy twórczej (2022)[3]